# Abakan
Abakan (tiếng Nga: Абакан; tiếng Khakas: Ағбан) là thủ phủ của Cộng hòa Khakassia, Nga. Nó nằm ở trung tâm của thung lũng lòng trảo Minusinsk, tại hợp lưu của sông Enisei và sông Abakan, ở vĩ độ khoảng tương tự như Hamburg và Minsk. Dân số: 165.197 (điều tra dân số 2002).

## Lịch sử
Pháo đài Abakansky (Абаканский острог), còn được gọi là Abakansk (Абаканск), được xây dựng tại cửa sông Abakan vào năm 1675. Vào những năm 1780, ngôi làng Ust-Abakanskoye (Усть-Абаканское) được thành lập. Nó được nâng lên cấp thành phố và mang tên Abakan từ ngày 30 tháng 4 năm 1931.
Năm 1940, các công nhân xây dựng Nga đã tìm thấy những tàn tích cổ trong quá trình xây dựng đường cao tốc giữa Abakan và Askiz. Khi địa điểm này được các nhà khảo cổ học Liên Xô khai quật vào năm 1941-1945, họ phát hiện một cung điện rộng lớn (1500 mét vuông) kiểu Trung Quốc, có thể là từ thời nhà Hán (206 TCN - 220 SCN). Danh tính của một người Trung Quốc giàu có sống ngoài biên giới nhà Hán vẫn là một vấn đề gây tranh cãi. Nhà khảo cổ học người Nga L.A. Yevtyukhova đã phỏng đoán rằng cung điện có thể là nơi ở của Lý Lăng, một vị tướng Trung Quốc đã bị quân Hung Nô đánh bại vào năm 99 TCN và kết quả là đào tẩu sang Nga. Trong khi ý kiến này vẫn còn phổ biến, các quan điểm khác cũng được bày tỏ. Gần đây hơn, nó đã được tuyên bố bởi A.A. Kovalyov là nơi ở của Lư Phương, một thủ lĩnh quân phiệt thời Hán Quang Vũ Đế.
Vào cuối thế kỷ 18 và trong thế kỷ 19, những người Litva tham gia vào các cuộc nổi dậy 1794, 1830–1831 và 1863 nhằm chống lại sự cai trị của Nga đã bị lưu đày đến Abakan. Một nhóm các trại được thành lập, nơi các tù nhân bị buộc phải làm việc trong các mỏ than. Sau cái chết của Stalin, những người Litva lưu vong từ các khu định cư gần đó chuyển đến Abakan.

## Địa lý

### Khí hậu
Abakan nằm trên ranh giới giữa các kiểu khí hậu lục địa ẩm (Dwb) và thảo nguyên lạnh (BSk). Chênh lệch nhiệt độ giữa các mùa là rất lớn. Mưa chủ yếu rơi vào mùa hè.
| Dữ liệu khí hậu của Abakan              | Dữ liệu khí hậu của Abakan | Dữ liệu khí hậu của Abakan | Dữ liệu khí hậu của Abakan | Dữ liệu khí hậu của Abakan | Dữ liệu khí hậu của Abakan | Dữ liệu khí hậu của Abakan | Dữ liệu khí hậu của Abakan | Dữ liệu khí hậu của Abakan | Dữ liệu khí hậu của Abakan | Dữ liệu khí hậu của Abakan | Dữ liệu khí hậu của Abakan | Dữ liệu khí hậu của Abakan | Dữ liệu khí hậu của Abakan |
| Tháng                                   | 1                          | 2                          | 3                          | 4                          | 5                          | 6                          | 7                          | 8                          | 9                          | 10                         | 11                         | 12                         | Năm                        |
| --------------------------------------- | -------------------------- | -------------------------- | -------------------------- | -------------------------- | -------------------------- | -------------------------- | -------------------------- | -------------------------- | -------------------------- | -------------------------- | -------------------------- | -------------------------- | -------------------------- |
| Cao kỉ lục °C (°F)                      | 7.2 (45.0)                 | 9.1 (48.4)                 | 20.2 (68.4)                | 33.5 (92.3)                | 37.6 (99.7)                | 37.1 (98.8)                | 38.5 (101.3)               | 36.3 (97.3)                | 34.3 (93.7)                | 24.5 (76.1)                | 15.6 (60.1)                | 7.5 (45.5)                 | 38.5 (101.3)               |
| Trung bình tối đa °C (°F)               | 0.1 (32.2)                 | 1.8 (35.2)                 | 11.6 (52.9)                | 22.5 (72.5)                | 30.1 (86.2)                | 32.3 (90.1)                | 33.7 (92.7)                | 31.5 (88.7)                | 25.9 (78.6)                | 18.3 (64.9)                | 8.3 (46.9)                 | 1.8 (35.2)                 | 34.5 (94.1)                |
| Trung bình ngày tối đa °C (°F)          | −12.3 (9.9)                | −8.6 (16.5)                | 1.0 (33.8)                 | 11.5 (52.7)                | 19.9 (67.8)                | 24.7 (76.5)                | 26.8 (80.2)                | 24.1 (75.4)                | 17.0 (62.6)                | 8.5 (47.3)                 | −2.4 (27.7)                | −9.7 (14.5)                | 8.4 (47.1)                 |
| Trung bình ngày °C (°F)                 | −17.8 (0.0)                | −15.2 (4.6)                | −5.4 (22.3)                | 4.4 (39.9)                 | 12.3 (54.1)                | 17.8 (64.0)                | 20.4 (68.7)                | 17.6 (63.7)                | 10.7 (51.3)                | 2.9 (37.2)                 | −7.2 (19.0)                | −14.8 (5.4)                | 2.1 (35.9)                 |
| Tối thiểu trung bình ngày °C (°F)       | −23.3 (−9.9)               | −21.8 (−7.2)               | −11.8 (10.8)               | −2.7 (27.1)                | 4.6 (40.3)                 | 10.9 (51.6)                | 13.9 (57.0)                | 11.0 (51.8)                | 4.3 (39.7)                 | −2.7 (27.1)                | −11.9 (10.6)               | −19.9 (−3.8)               | −4.1 (24.6)                |
| Trung bình tối thiểu °C (°F)            | −34.9 (−30.8)              | −33.5 (−28.3)              | −25.7 (−14.3)              | −11.6 (11.1)               | −5.0 (23.0)                | 3.3 (37.9)                 | 8.4 (47.1)                 | 4.3 (39.7)                 | −3.3 (26.1)                | −12.1 (10.2)               | −24.5 (−12.1)              | −32.7 (−26.9)              | −37.4 (−35.3)              |
| Thấp kỉ lục °C (°F)                     | −47.6 (−53.7)              | −45.1 (−49.2)              | −38.7 (−37.7)              | −23.2 (−9.8)               | −11.1 (12.0)               | −3.6 (25.5)                | 1.2 (34.2)                 | 0.2 (32.4)                 | −9.5 (14.9)                | −22.9 (−9.2)               | −37.6 (−35.7)              | −43.8 (−46.8)              | −47.6 (−53.7)              |
| Lượng Giáng thủy trung bình mm (inches) | 7.3 (0.29)                 | 5.6 (0.22)                 | 4.6 (0.18)                 | 12.3 (0.48)                | 27.9 (1.10)                | 55.8 (2.20)                | 66.0 (2.60)                | 61.5 (2.42)                | 35.5 (1.40)                | 16.1 (0.63)                | 10.1 (0.40)                | 8.0 (0.31)                 | 310.7 (12.23)              |
| Số ngày giáng thủy trung bình           | 2.6                        | 2.0                        | 1.4                        | 3.4                        | 5.9                        | 9.3                        | 8.8                        | 9.4                        | 7.2                        | 3.8                        | 3.1                        | 2.4                        | 59.3                       |
| Nguồn 1: Météo climat stats             |                            |                            |                            |                            |                            |                            |                            |                            |                            |                            |                            |                            |                            |
| Nguồn 2: Météo Climat                   |                            |                            |                            |                            |                            |                            |                            |                            |                            |                            |                            |                            |                            |

## Kinh tế
Thành phố có một cảng sông và nhiều xí nghiệp. Nó còn có một trung tâm thương mại sản xuất giày dép, bán thực phẩm và các sản phẩm làm từ kim loại.

## Giao thông
Abakan là một ngã ba đường sắt quan trọng và có ga cuối của tuyến Abakan-Taishet.
Thành phố có sân bay quốc tế Abakan.

## Quân sự
Lữ đoàn đổ bộ đường không số 100 của Binh chủng Nhảy dù Nga đóng tại thành phố cho đến khoảng năm 1996.

## Thể thao
Khúc côn cầu là một trong những môn thể thao phổ biến nhất trong thành phố. Đội Sayany-Khakassia đã chơi ở giải cao nhất của môn thể thao này trong mùa giải 2012–13 nhưng phải xuống hạng trong mùa giải 2013–14.